# Martiri de Sant Feliu
Martiri de Sant Feliu és un quadre de Pere Cuquet dipositat a l'Església Parroquial de Sant Feliu de Codines (el Vallès Oriental), el qual fou pintat l'any 1626 o, segons unes altres fonts, el 1636.

## Context històric i artístic
La feblesa de la burgesia catalana, durament castigada per la crisi econòmica i per la lluita contra l'absolutisme espanyol, determinà que durant el segle XVII el millor client dels pintors fos l'Església, la qual abraçà la plàstica barroca de teatralitat i de glorificació, ampul·losa i majestuosa, com correspon a l'art de propaganda de la Contrareforma.

## Descripció
Un bon exemple de plàstica barroca és aquesta pintura a l'oli sobre fusta de Pere Cuquet dins el gust pel clarobscur, derivat del tenebrisme que la influència de Caravaggio escampà per tot Europa. Es tracta d'un art patètic que representa els sants en moments límit entre la vida i la mort, al·ludint a les aparicions, els èxtasis, les darreres comunions i els martiris. En aquest cas, el pintor ha representat Sant Feliu en el moment de l'acceptació del martiri. L'espai pictòric està dividit en dos àmbits (celestial i terrenal), clarament separats per uns núvols. La figura de Sant Feliu, a la part inferior, terrestre, envaïda per la foscor, es destaca per la forta llum que rep i que determina una resplendor càlida enmig de les tenebres. A l'espai superior, celeste, uns àngels músics floten en la claror, entre groga i vermellosa, que acollirà l'heroi que assumeix el martiri.